# Taxithelium subsimilans
Taxithelium subsimilans là một loài Rêu trong họ Sematophyllaceae. Loài này được (Broth. & Geh.) Broth. miêu tả khoa học đầu tiên năm 1909.